# 圣桑福里安德马尔马涅
圣桑福里安-德马尔马涅（法語：Saint-Symphorien-de-Marmagne，法語發音：[sɛ̃ sɛ̃fɔʁjɛ̃ də maʁmaɲ]，意为“马尔马涅的圣桑福里安”）是法国索恩-卢瓦尔省的一个市镇，属于欧坦区。

## 地理
圣桑福里安-德马尔马涅（46°50'24"N, 4°19'49"E）面积37.31 平方千米，位于法国勃艮第-弗朗什-孔泰大區索恩-卢瓦尔省，该省份为法国中部省份，北起顺时针与科多尔省、汝拉省、安省、罗讷省、卢瓦尔省、阿列省和涅夫勒省接壤。
与圣桑福里安-德马尔马涅接壤的市镇（或旧市镇、城区）包括：布鲁瓦、沙尔穆瓦、马尔马涅、梅夫尔、于雄。
圣桑福里安-德马尔马涅的时区为UTC+01:00、UTC+02:00（夏令时）。

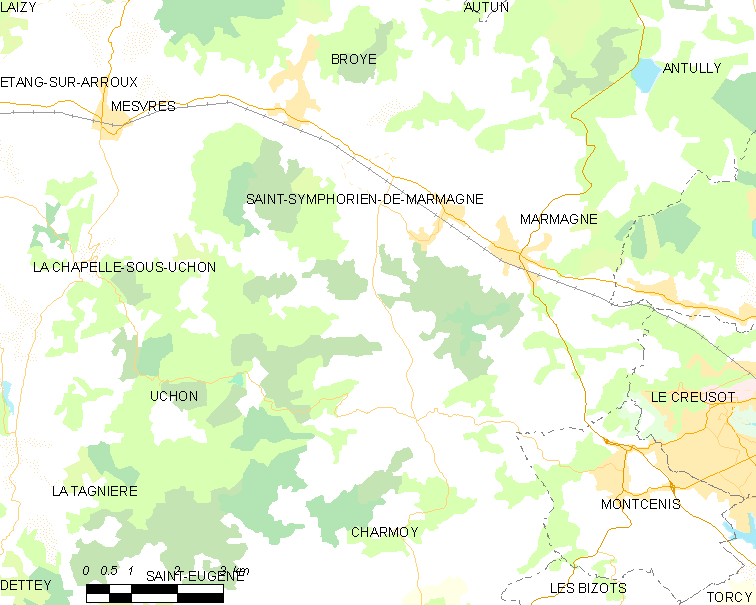
圣桑福里安-德马尔马涅的OSM定位图

## 行政
圣桑福里安-德马尔马涅的邮政编码为71710，INSEE市镇编码为71482。

## 政治
圣桑福里安-德马尔马涅所属的省级选区为欧坦第二县。

## 人口
圣桑福里安-德马尔马涅于2022年1月1日时的人口数量为832人。

1962-2008年间圣桑福里安-德马尔马涅人口变化图示